# Sportverein Darmstadt 1898 1986-1987
Questa voce raccoglie le informazioni riguardanti lo Sportverein Darmstadt 1898 nelle competizioni ufficiali della stagione 1986-1987.

## Stagione
Nella stagione 1986-1987 il Darmstadt, allenato da Udo Klug e Eckhard Krautzun, concluse il campionato di 2. Bundesliga al 4º posto. In Coppa di Germania il Darmstadt fu eliminato ai quarti di finale dall'Amburgo.

## Rosa
| N. |                     | Ruolo | Calciatore       |
| -- | ------------------- | ----- | ---------------- |
|    | Germania (bandiera) | P     | Rainer Berg      |
|    | Germania (bandiera) | P     | Wilhelm Huxhorn  |
|    | Germania (bandiera) | D     | Frank Dörr       |
|    | Germania (bandiera) | D     | Karl-Heinz Emig  |
|    | Germania (bandiera) | D     | Stefan Glaser    |
|    | Germania (bandiera) | D     | Volker Kispert   |
|    | Germania (bandiera) | D     | Thomas Klepper   |
|    | Germania (bandiera) | D     | Gerhard Lachmann |
|    | Germania (bandiera) | D     | Bernhard Trares  |
|    | Germania (bandiera) | C     | Willi Bernecker  |
|    | Germania (bandiera) | C     | Thomas Herbst    |

| N. |                     | Ruolo | Calciatore        |
| -- | ------------------- | ----- | ----------------- |
|    | Germania (bandiera) | C     | Stefan Lottermann |
|    | Germania (bandiera) | C     | Oliver Posniak    |
|    | Croazia (bandiera)  | C     | Nenad Šalov       |
|    | Germania (bandiera) | C     | Rafael Sánchez    |
|    | Germania (bandiera) | C     | Willy Scheepers   |
|    | Germania (bandiera) | A     | Dieter Gutzler    |
|    | Germania (bandiera) | A     | Uwe Kuhl          |
|    | Germania (bandiera) | A     | Michael Künast    |
|    | Germania (bandiera) | A     | Bruno Labbadia    |
|    | Germania (bandiera) | A     | Stefan Wöber      |

## Organigramma societario
Area tecnica
- Allenatore: Eckhard Krautzun
- Allenatore in seconda:
- Preparatore dei portieri:
- Preparatori atletici:

## Calciomercato

### Sessione estiva
| Acquisti | Acquisti       | Acquisti            | Acquisti |
| R.       | Nome           | da                  | Modalità |
| -------- | -------------- | ------------------- | -------- |
| A        | Dieter Gutzler | Wormatia Worms      |          |
| C        | Thomas Herbst  | Borussia M'gladbach |          |
| A        | Michael Künast | Karlsruhe           |          |

| Cessioni | Cessioni          | Cessioni             | Cessioni |
| R.       | Nome              | a                    | Modalità |
| -------- | ----------------- | -------------------- | -------- |
| A        | Egbert Zimmermann | Alemannia Aquisgrana |          |

### Sessione invernale
| Acquisti | Acquisti    | Acquisti            | Acquisti |
| R.       | Nome        | da                  | Modalità |
| -------- | ----------- | ------------------- | -------- |
| C        | Nenad Šalov | Vikt. Aschaffenburg |          |

| Cessioni | Cessioni | Cessioni | Cessioni |
| R.       | Nome     | a        | Modalità |
| -------- | -------- | -------- | -------- |

## Risultati

### 2. Bundesliga

#### Girone di andata
| Arbitro: | Schmidhuber |

|                      |           |  |
| Kohnle 40’ Todzi 68’ | Marcatori |  |

| Arbitro: | Matheis |

|                            |           |  |
| Labbadia 32’ Kuhl 68’, 80’ | Marcatori |  |

| Arbitro: | Mierswa |

|  |           |          |
|  | Marcatori | 32’ Emig |

| Arbitro: | Boos |

|            |           |            |
| Künast 45’ | Marcatori | 50’ Kügler |

| Braunschweig 23 agosto 1986, ore 15:00 CEST 5ª giornata | Eintracht Braunschweig | 0 – 0 referto | Darmstadt | Stadion an der Hamburger Straße (6 394 spett.)\| Arbitro: \| Osmers \| |
| Arbitro:                                                | Osmers                 |               |           |                                                                        |

| Arbitro: | Berg |

|              |           |  |
| Labbadia 19’ | Marcatori |  |

| Arbitro: | Kasper |

|                  |           |  |
| Gries 89’ (rig.) | Marcatori |  |

| Arbitro: | Kröger |

|          |           |           |
| Kuhl 85’ | Marcatori | 40’ Sagel |

| Aschaffenburg 20 settembre 1986, ore 15:00 CEST 9ª giornata | Vikt. Aschaffenburg | 0 – 0 referto | Darmstadt | Stadion am Schönbusch (4 500 spett.)\| Arbitro: \| Müller \| |
| Arbitro:                                                    | Müller              |               |           |                                                              |

| Arbitro: | Gangkofer |

|                                       |           |                      |
| Künast 17’, 52’ Labbadia 67’ Kuhl 70’ | Marcatori | 27’ Dahms 86’ Gerber |

| Arbitro: | Wiesel |

|                                               |           |  |
| Trares 9’ Bernecker 42’ Herbst 63’ Glaser 74’ | Marcatori |  |

| Arbitro: | Kruse |

|                                              |           |                         |
| Ronge 57’ Janssen 59’ Dum 69’ Steininger 89’ | Marcatori | 43’ Labbadia 75’ Künast |

| Arbitro: | Pauly |

|                              |           |              |
| Trares 15’, 90’ Labbadia 68’ | Marcatori | 79’ Hartmann |

| Arbitro: | Steffens |

|                                              |           |  |
| Schütterle 23’ Harforth 40’ Glesius 68’, 74’ | Marcatori |  |

| Arbitro: | Assenmacher |

|                                  |           |                                 |
| Kispert 49’ Trares 66’, 87’, 90’ | Marcatori | 44’ Hönnscheidt 70’ (aut.) Emig |

| Arbitro: | Richmann |

|  |           |                                      |
|  | Marcatori | 24’, 47’ Kuhl 78’ Gutzler 90’ Trares |

| Arbitro: | Amerell |

|                                                                                  |           |           |
| Kuhl 17’, 60’ Labbadia 28’ Bauer 51’ (aut.) Bernecker 68’ Trares 74’ Kispert 78’ | Marcatori | 54’ Glöde |

| Arbitro: | Malbranc |

|  |           |             |
|  | Marcatori | 59’ Sánchez |

| Arbitro: | Heitmann |

|                          |           |                        |
| Sánchez 83’ Labbadia 85’ | Marcatori | 23’ Bressem 35’ Malura |

#### Girone di ritorno
| Arbitro: | Gochermann |

|                          |           |              |
| Sánchez 50’ Labbadia 88’ | Marcatori | 46’ Engesser |

| Arbitro: | Tritschler |

|             |           |          |
| Schreml 78’ | Marcatori | 85’ Emig |

| Arbitro: | Bodmer |

|                   |           |               |
| Labbadia 55’, 66’ | Marcatori | 64’ Niggemann |

| Arbitro: | Steinborn |

|                                       |           |  |
| Kügler 17’ Tschiskale 68’ Steiner 81’ | Marcatori |  |

| Arbitro: | Scheuerer |

|                           |           |                 |
| Lachmann 37’ Labbadia 84’ | Marcatori | 22’ Buchheister |

| Arbitro: | Mierswa |

|                                        |           |                  |
| Löffler 11’ Schaub 25’ (rig.) Sané 26’ | Marcatori | 4’ (rig.) Künast |

| Arbitro: | Brehm |

|                         |           |                   |
| Labbadia 1’ Posniak 17’ | Marcatori | 5’ Gries 90’ Ruof |

| Arbitro: | Zimmermann |

|                     |           |  |
| Gerstner 72’ (rig.) | Marcatori |  |

| Arbitro: | Merk |

|             |           |  |
| Klepper 84’ | Marcatori |  |

| Arbitro: | Broska |

|                                |           |  |
| Golke 45’ Klaus 61’ Gerber 89’ | Marcatori |  |

| Arbitro: | Retzmann |

|              |           |                                        |
| Stichler 69’ | Marcatori | 56’, 64’ Künast 87’ Šalov 89’ Labbadia |

| Arbitro: | Strigel |

|              |           |  |
| Labbadia 46’ | Marcatori |  |

| Arbitro: | Puchalski |

|                                         |           |                           |
| Giesel 26’ Hellberg 41’ Heidenreich 45’ | Marcatori | 14’ Bernecker 79’ Sánchez |

| Arbitro: | Berg |

|           |           |                                                     |
| Herbst 2’ | Marcatori | 52’, 70’ Hermann 72’ Schütterle 82’ (rig.) Harforth |

| Arbitro: | Steffens |

|  |           |                                        |
|  | Marcatori | 22’, 66’, 88’ Labbadia 77’, 79’ Herbst |

| Arbitro: | Gangkofer |

|                                                                  |           |  |
| Labbadia 15’ Gutzler 40’, 45’, 62’, 84’, 85’ Trares 58’ Kuhl 89’ | Marcatori |  |

| Arbitro: | Ahlenfelder |

|                               |           |  |
| Glöde 70’ Helmer 86’ Linz 88’ | Marcatori |  |

| Arbitro: | Neumann |

|             |           |  |
| Gutzler 58’ | Marcatori |  |

| Arbitro: | Osmers |

|  |           |          |
|  | Marcatori | 87’ Kuhl |

### Coppa di Germania
| Arbitro: | Diekert |

|  |           |                                      |
|  | Marcatori | 6’ Scheepers 19’ Herbst 48’ Labbadia |

| Arbitro: | Retzmann |

|             |           |                      |
| Nielsen 88’ | Marcatori | 75’ Kuhl 87’ Sánchez |

| Arbitro: | Dellwing |

|  |           |                    |
|  | Marcatori | 94’, 115’ Labbadia |

| Arbitro: | Weber |

|  |           |           |
|  | Marcatori | 88’ Kastl |

## Statistiche

### Statistiche di squadra
| Competizione      | Punti | In casa | In casa | In casa | In casa | In casa | In casa | In trasferta | In trasferta | In trasferta | In trasferta | In trasferta | In trasferta | Totale | Totale | Totale | Totale | Totale | Totale | DR  |
| Competizione      | Punti | G       | V       | N       | P       | Gf      | Gs      | G            | V            | N            | P            | Gf           | Gs           | G      | V      | N      | P      | Gf     | Gs     | DR  |
| ----------------- | ----- | ------- | ------- | ------- | ------- | ------- | ------- | ------------ | ------------ | ------------ | ------------ | ------------ | ------------ | ------ | ------ | ------ | ------ | ------ | ------ | --- |
| 2. Bundesliga     | 47    | 19      | 14      | 4       | 1       | 50      | 19      | 19           | 6            | 3            | 10           | 22           | 29           | 38     | 20     | 7      | 11     | 72     | 48     | +24 |
| Coppa di Germania | -     | 1       | 0       | 0       | 1       | 0       | 1       | 3            | 3            | 0            | 0            | 7            | 1            | 4      | 3      | 0      | 1      | 7      | 2      | +5  |
| Totale            | 47    | 20      | 14      | 4       | 2       | 50      | 20      | 22           | 9            | 3            | 10           | 29           | 30           | 42     | 23     | 7      | 12     | 79     | 50     | +29 |

### Andamento in campionato
| Giornata  | 1  | 2 | 3 | 4 | 5 | 6 | 7 | 8 | 9 | 10 | 11 | 12 | 13 | 14 | 15 | 16 | 17 | 18 | 19 | 20 | 21 | 22 | 23 | 24 | 25 | 26 | 27 | 28 | 29 | 30 | 31 | 32 | 33 | 34 | 35 | 36 | 37 | 38 |
| --------- | -- | - | - | - | - | - | - | - | - | -- | -- | -- | -- | -- | -- | -- | -- | -- | -- | -- | -- | -- | -- | -- | -- | -- | -- | -- | -- | -- | -- | -- | -- | -- | -- | -- | -- | -- |
| Luogo     | T  | C | T | C | T | C | T | C | T | C  | C  | T  | C  | T  | C  | T  | C  | T  | C  | C  | T  | C  | T  | C  | T  | C  | T  | C  | T  | T  | C  | T  | C  | T  | C  | T  | C  | T  |
| Risultato | P  | V | V | N | N | V | P | N | N | V  | V  | P  | V  | P  | V  | V  | V  | V  | N  | V  | N  | V  | P  | V  | P  | N  | P  | V  | P  | V  | V  | P  | P  | V  | V  | P  | V  | V  |
| Posizione | 17 | 8 | 5 | 6 | 7 | 5 | 7 | 7 | 7 | 4  | 4  | 5  | 4  | 7  | 4  | 4  | 4  | 3  | 3  | 2  | 3  | 2  | 3  | 2  | 3  | 4  | 5  | 5  | 5  | 5  | 5  | 5  | 5  | 5  | 5  | 5  | 5  | 4  |

Legenda:

Luogo: C = Casa; T = Trasferta. Risultato: V = Vittoria; N = Pareggio; P = Sconfitta.

### Statistiche dei giocatori
| Giocatore     | 2. Bundesliga | 2. Bundesliga | 2. Bundesliga | 2. Bundesliga | Coppa di Germania | Coppa di Germania | Coppa di Germania | Coppa di Germania | Totale   | Totale | Totale      | Totale     |
| Giocatore     | Presenze      | Reti          | Ammonizioni   | Espulsioni    | Presenze          | Reti              | Ammonizioni       | Espulsioni        | Presenze | Reti   | Ammonizioni | Espulsioni |
| ------------- | ------------- | ------------- | ------------- | ------------- | ----------------- | ----------------- | ----------------- | ----------------- | -------- | ------ | ----------- | ---------- |
| R. Berg       | 9             | 0             | 0             | 0             | 0                 | 0                 | 0                 | 0                 | 9        | 0      | 0           | 0          |
| W. Bernecker  | 21            | 3             | 4             | 0             | 2                 | 0                 | 0                 | 0                 | 23       | 3      | 4           | 0          |
| F. Dörr       | 0             | 0             | 0             | 0             | 0                 | 0                 | 0                 | 0                 | 0        | 0      | 0           | 0          |
| K. Emig       | 36            | 2             | 8             | 0             | 4                 | 0                 | 0                 | 0                 | 40       | 2      | 8           | 0          |
| S. Glaser     | 34            | 1             | 2             | 0             | 3                 | 0                 | 0                 | 0                 | 37       | 1      | 2           | 0          |
| D. Gutzler    | 22            | 7             | 2             | 0             | 0                 | 0                 | 0                 | 0                 | 22       | 7      | 2           | 0          |
| T. Herbst     | 22            | 4             | 1             | 0             | 2                 | 1                 | 0                 | 0                 | 24       | 5      | 1           | 0          |
| W. Huxhorn    | 30            | 0             | 0             | 0             | 4                 | 0                 | 0                 | 0                 | 34       | 0      | 0           | 0          |
| V. Kispert    | 33            | 2             | 4             | 0             | 4                 | 0                 | 1                 | 0                 | 37       | 2      | 5           | 0          |
| T. Klepper    | 27            | 1             | 5             | 0             | 2                 | 0                 | 0                 | 0                 | 29       | 1      | 5           | 0          |
| U. Kuhl       | 29            | 10            | 3             | 0             | 4                 | 1                 | 0                 | 0                 | 33       | 11     | 3           | 0          |
| M. Künast     | 28            | 7             | 3             | 0             | 3                 | 0                 | 0                 | 0                 | 31       | 7      | 3           | 0          |
| B. Labbadia   | 35            | 18            | 2             | 0             | 4                 | 3                 | 1                 | 0                 | 39       | 21     | 3           | 0          |
| G. Lachmann   | 21            | 1             | 3             | 0             | 3                 | 0                 | 0                 | 0                 | 24       | 1      | 3           | 0          |
| S. Lottermann | 5             | 0             | 0             | 0             | 0                 | 0                 | 0                 | 0                 | 5        | 0      | 0           | 0          |
| O. Posniak    | 35            | 1             | 7             | 0             | 3                 | 0                 | 1                 | 0                 | 38       | 1      | 8           | 0          |
| W. Scheepers  | 16            | 0             | 4             | 0             | 2                 | 1                 | 0                 | 0                 | 18       | 1      | 4           | 0          |
| R. Sánchez    | 31            | 4             | 4             | 0             | 4                 | 1                 | 1                 | 0                 | 35       | 5      | 5           | 0          |
| B. Trares     | 37            | 9             | 5             | 0             | 4                 | 0                 | 1                 | 0                 | 41       | 9      | 6           | 0          |
| S. Wöber      | 4             | 0             | 0             | 0             | 1                 | 0                 | 0                 | 0                 | 5        | 0      | 0           | 0          |
| N. Šalov      | 14            | 1             | 0             | 0             | 1                 | 0                 | 0                 | 0                 | 15       | 1      | 0           | 0          |